# Roffredo dell'Isola
 (décembre 2012).
Si vous disposez d'ouvrages ou d'articles de référence ou si vous connaissez des sites web de qualité traitant du thème abordé ici, merci de compléter l'article en donnant les références utiles à sa vérifiabilité et en les liant à la section « Notes et références ».
Roffredo dell'Isola, ou Rofridus de Insula, né à Arpino, dans le Latium, alors dans les États pontificaux et mort le 30 mai 1210 à l'abbaye du Mont-Cassin, est un cardinal italien  du XIIe siècle. Il est membre de l'ordre des bénédictins du Mont-Cassin et abbé du monastère de 1188 jusqu'à sa mort.

## Biographie
Roffredo dell'Isola est élu abbé de l'abbaye du Mont-Cassin en 1188 puis est fait cardinal par le pape Clément III la même année. Il est issu d'une famille noble qui tenait en fief Isola del Liri ("baronus Insulam") des contes d'Aquino.
La famille était très influente sur la région. Sa sœur épousa Erveo, fils de Roberto de Apolita, devenant châtelaine de Roccaguglielma. Son frère Gregorio fut pris en otage auprès du duc de Spolète en 1191 puis en Allemagne en 1193 afin d'assurer à l'empereur Henri VI la fidélité de Roffredo. Gregorio fut d'ailleurs élu évêque de Trani en 1202 mais y renonça car il n'obtint pas de confirmation pontificale. Ottolina dell'Isola, épousa Adenolfo d'Aquino, comte d'Alvito. Cette famille figure par ailleurs dans le Catalogus baronum du royaume Normand.
Il contribua d'abord à relever l'abbaye de la crise économique qu'il subissait. Roffredo dell'Isola fut cependant bien vite entraîné dans les conflits politiques qui suivirent la mort du roi normand Guillaume II de Sicile (novembre 1189). Il prêta d'abord son soutien à Tancrède de Lecce, élu roi par la noblesse de la Cour sicilienne. Il reçut en échange les châteaux de Rocca d'Evandro et Roccaguglielma (Esperia) qu'il fit fief de son neveu et de son beau frère, Pietro de Aymon et Roberto di Apolita.
Henri VI, prétendant au trône par son mariage avec la nièce de Guillaume II de Sicile, conscient de l'importance de Monte Cassino, situé dans la zone frontalière entre le Royaume et l'Empire, voulut s'octroyer le soutien de Roffredo. Roffredo accorda son soutien en échange de la libération de son frère, retenu en otage par les Allemands. Cependant, Henri VI, contraint d'abandonner le siège de Naples et de retourner en Allemagne, emmena en captivité non seulement Gregorio mais aussi le cardinal Roffredo.
On ne sait rien de la résidence exacte de Roffredo dell'Isola dans le Saint-Empire. En mars 1192, il était parmi les témoins d'un diplôme impérial délivré à Haguenau, où il doit avoir vu le roi d'Angleterre Richard Cœur de Lion, qui était retenu captif. En juin 1192, il retourna en Italie, avec l'armée impériale commandée par Bertoldo di Künsberg, mais sans son frère. Ainsi, le cardinal essaya de soumettre, avec l'aide des troupes allemandes, les avant-postes de Tancredi dans le territoire de Monte Cassino. Il participa aussi à la libération de l'épouse de l'empereur, Constance de Hauteville. Doté de pouvoirs spéciaux, étant allé au devant de l'armée afin de convaincre les barons des Pouilles à se rendre sans combattre, son zèle fut amplement récompensé  le jour du couronnement d'Henri comme roi de Sicile, célébré le 25 décembre 1194. Il reçut un château et des villes, Malvito, Rocca Albani, Roccaguglielma (it), Atina, mais elles n'avaient pas encore été conquises. Roffredo dell'Isola se lança alors dans la conquête de ses terres et imposa son autorité aux différents châtelains. Certains châteaux furent sévèrement punis pour leur résistance, les autres récompensés pour leur allégeance. En 1196, Roffredo dell'Isola se trouvait dans le sillage du légat impérial, l'évêque Conrad de Hildesheim, quand ils firent raser les murs de Naples et de Capoue. Le monastère du Mont-Cassin subit de graves dommages économiques à la suite de la guerre, mais Roffredo dell'Isola alloua de nouveaux fonds pour l'entretien des moines malades.
La mort de Henri VI, qui eut lieu le 28 septembre 1197, conduisit Roffredo à un changement radical dans sa politique. Si jusque-là il avait travaillé avec zèle pour les intérêts impériaux, il devint  désormais un fervent partisan de la politique papale.
En juin 1201, il rejoignit Gautier de Brienne, envoyé par le pape pour défendre les intérêts du pape dans le royaume.
Il reprit Castelnuovo  et Fratta . En octobre 1201, sous le commandement de Diépold d'Acerra et de Gautier de Palear, le parti allemand subit une cuisante défaite à Cannes grâce à Roffredo dell'Isola et à Gautier de Brienne. En 1202, le pape Innocent III l'envoya  comme légat en Sicile pour parachever la victoire du parti papal. De fait, il s'agissait de libérer le jeune Frédéric II, retenu prisonnier par Markward d'Anweiler à Palerme, et éventuellement de  renouer des contacts avec la cour aragonaise déjà mise en place par sa mère Constance, en vue du mariage du jeune roi avec une princesse d'Aragon.
Au début de 1208, il participa  pour la dernière fois à une action militaire : avec les barons voisins, il conquit Sora défendue par Conrad de Marlenheim, le dernier bastion des Allemands. La victoire du pape était complète.
Le cardinal dell'Isola mourut le 30 mai 1210 à San Germano, et est enterré dans l'abbaye du Mont-Cassin. Son successeur est Pietro Comes.